# Welsh Golf Classic
De Welsh Golf Classic was een golftoernooi van de Europese PGA Tour.
De eerste editie was in 1979. Hij werd gespeeld op de baan bij kasteel Wenvoe. Dit is een baan uit de jaren 30, ontworpen door James Braid. Het toernooi eindigde in een play-off tussen Mark James, Mike Miller en Eddie Polland, die allen op -6 stonden. Mark James versloeg de andere spelers.
De andere drie toernooien werden op de Royal Porthcawl Golf Club gespeeld. Porthcawl is een zeesbaan ofwel een linksbaan.

## Winnaars
| Jaar                | Baan                                | Winnaar            | Score              |                    |
| Welsh Golf Classic  | Welsh Golf Classic                  | Welsh Golf Classic | Welsh Golf Classic | Welsh Golf Classic |
| ------------------- | ----------------------------------- | ------------------ | ------------------ | ------------------ |
| 1979                | Wenvoe Castle Golf Club bij Cardiff | Mark James po      | -6                 |                    |
| Coral Welsh Classic |                                     |                    |                    |                    |
| 1980                | Royal Porthcawl Golf Club           | Sandy Lyle         | -11                |                    |
| Coral Classic       |                                     |                    |                    |                    |
| 1981                | Royal Porthcawl Golf Club           | Des Smyth          | -6                 |                    |
| 1982                | Royal Porthcawl Golf Club           | Gordon Brand Jr.   | -15                |                    |